# Ibrahim Diabate
Ibrahim Yalatif Diabate (Bouaké, 17 novembre 1999) è un calciatore ivoriano, attaccante del GAIS.

## Carriera
Ha iniziato a giocare a calcio in patria nel settore giovanile dell'ASEC Mimosas, dove ha disputato anche 11 incontri in prima squadra. Nell'agosto del 2018 è stato acqusitato dal Maiorca che lo ha subito assegnato alla propria formazione B, dove ha trascorso un campionato da protagonista realizzando 16 reti in 39 incontri di Tercera División. Il 2 settembre 2019 è stato ceduto in prestito con diritto di riscatto al Siviglia, che lo ha assegnato alla propria seconda squadra.
Rientrato a Maiorca, ha debuttato in prima squadra il 6 gennaio 2021 nell'incontro di Coppa del Re perso ai rigori contro il Fuenlabrada e quattro giorni dopo ha debuttato anche in Segunda División contro il Las Palmas. Il 1º febbraio seguente è passato in prestito all'Atlético Madrid, dove ha trascorso il resto della stagione con la formazione B. Tornato di nuovo a Maiorca, ha trascorso una stagione da protagonista con la squadra B con cui ha conquistato la promozione in Segunda Federación laureandosi vice capocannoniere del torneo con 24 reti in 37 partite.
L'11 luglio 2023 è stato acquistato a titolo definitivo dal Västerås SK, con cui ha centrato la promozione in Allsvenskan vincendo il campionato. Dopo un'ulteriore stagione con i biancoverdi terminata però con la retrocessione in Superettan, Diabate è rimasto senza contratto ed il 6 gennaio 2025 ha firmato un contratto quadriennale con il GAIS, continuando dunque a militare nella massima serie svedese.

## Statistiche

### Presenze e reti nei club
Statistiche aggiornate al 23 aprile 2025.
| Stagione           | Squadra            | Campionato         | Campionato | Campionato | Coppe nazionali | Coppe nazionali | Coppe nazionali | Coppe continentali | Coppe continentali | Coppe continentali | Altre coppe | Altre coppe | Altre coppe | Totale | Totale | Totale |
| Stagione           | Squadra            | Comp               | Pres       | Reti       | Comp            | Pres            | Reti            | Comp               | Pres               | Reti               | Comp        | Pres        | Reti        | Pres   | Reti   |        |
| ------------------ | ------------------ | ------------------ | ---------- | ---------- | --------------- | --------------- | --------------- | ------------------ | ------------------ | ------------------ | ----------- | ----------- | ----------- | ------ | ------ | ------ |
| 2018-2019          | Maiorca B          | TD                 | 39         | 16         | -               | -               | -               | -                  | -                  | -                  | -           | -           | -           | 39     | 16     |        |
| ago. 2019          | Maiorca B          | TD                 | 1          | 0          | -               | -               | -               | -                  | -                  | -                  | -           | -           | -           | 1      | 0      |        |
| 2019-2020          | Siviglia Atlético  | SDB                | 22         | 4          | -               | -               | -               | -                  | -                  | -                  | -           | -           | -           | 22     | 4      |        |
| 2020-gen. 2021     | Maiorca B          | TD                 | 11         | 5          | -               | -               | -               | -                  | -                  | -                  | -           | -           | -           | 11     | 5      |        |
| 2020-gen. 2021     | Maiorca            | SD                 | 1          | 0          | CR              | 1               | 0               | -                  | -                  | -                  | -           | -           | -           | 2      | 0      |        |
| gen.-giu. 2021     | Atlético Madrid B  | SDB                | 8          | 0          | -               | -               | -               | -                  | -                  | -                  | -           | -           | -           | 8      | 0      |        |
| 2021-2022          | Maiorca B          | TDR                | 37         | 24         | -               | -               | -               | -                  | -                  | -                  | -           | -           | -           | 37     | 24     |        |
| 2022-2023          | Maiorca B          | SF                 | 30         | 4          | -               | -               | -               | -                  | -                  | -                  | -           | -           | -           | 30     | 4      |        |
| Totale Maiorca B   | Totale Maiorca B   | Totale Maiorca B   | 118        | 49         |                 | -               | -               |                    | -                  | -                  |             | -           | -           | 118    | 49     |        |
| 2023               | Västerås SK        | S1                 | 16         | 3          | CS+CS           | 0+1             | 0               | -                  | -                  | -                  | -           | -           | -           | 17     | 3      |        |
| 2024               | Västerås SK        | A                  | 20         | 1          | CS+CS           | 3+1             | 2+1             | -                  | -                  | -                  | -           | -           | -           | 24     | 4      |        |
| Totale Västerås SK | Totale Västerås SK | Totale Västerås SK | 36         | 4          |                 | 5               | 3               |                    | -                  | -                  |             | -           | -           | 41     | 7      |        |
| 2025               | GAIS               | A                  | 5          | 3          | CS+CS           | 3+0             | 1+0             | -                  | -                  | -                  | -           | -           | -           | 5      | 3      |        |
| Totale carriera    | Totale carriera    | Totale carriera    | 190        | 60         |                 | 9               | 4               |                    | -                  | -                  |             | -           | -           | 199    | 64     |        |

## Palmarès

### Club

#### Competizioni nazionali
- Superettan: 1

Västerås SK: 2023